# ۴۶۸ (قمری)
۴۶۸ (قمری)، چهارصد و شصت و هشتمین سال در گاهشماری هجری قمری است. اول محرم این سال برابر با بیست و دوم اوت سال ۱۰۷۵ میلادی است.